# Coelichneumon nigratoricolor
Coelichneumon nigratoricolor là một loài tò vò trong họ Ichneumonidae.